# Fenrich
Fenrich (Fendrich, Fenrick) je velikaška obitelj njemačkog podrijetla utemeljena koncem 17. stoljeća kao ogranak roda von Chrone (Grone) iz Donje Saske.

## Povijest obitelji
Utemeljitelj obitelji bio je Achatius Eduard Fenrich von Chrone, koji je služio kao zastavnik (njem. Fenrich) na dvoru Brunswick-Lüneburg. Crkveni zapisi iz Göttingena navode da je Achatius svoju titulu počeo upotrebljavati kao obiteljski nadimak, a već sljedeća generacija obitelji upisana je u crkvene knjige pod prezimenom Fenrich.
Njegov unuk, Johann Leopold, rođen 1773. u Göttingenu, oženio je Eleonoru vom Hofe, kći Friedricha Leopolda vom Hofe, plemića iz Lüdenscheida. S njom je dobio četiri kćeri i tri sina: Friedricha (1844.), Karla Augusta (1846.) te Wilhelma (1849.). Od ove obiteljske grane potekli su Fenrichi iz Gdanjska (njem. Danzig) koji su nosili nasljednu titulu Erbschulzen.

Mlađi unuk Achatiusa Eduarda, Johann Heinrich, rođen 1774. oženio je Johannu Katharinu Elisabethu Heinemann zu Hildesheim i s njom dobio pet kćeri i dva sina, Michaela (1800.) i Heinricha Konrada Melchiora (1813.). Od ove obiteljske grane potekle su obitelji Fenrich zu Bingen, Fenrich zu Kirrlach i Fenrich von Gjurgjenovac. Michael je imao tri sina, Johanna (1819.-1887.), Josepha (1821.-?) i Georga Antona (1826.-1897.).
- Interijer palače Fenrich, Bingen am Rhein, Njemačka (oko 1910).
- Kuća Fenrich, Đurđenovac, Hrvatska (oko 1920.)
- Grb njemačkog roda von Grone, od kojeg su potekli Fenrichovi
- Grb obitelji

Prvi podaci o doseljenju obitelji u pruski kotar Meseritz potječu iz Popisa vlasnika zemlje Kraljevine Pruske iz 1793. – 1794. godine i crkvenih dokumenata katoličke župe Neudorf. Obitelj je posjedovala imanje (Der Fenrich-Hof) u Schillen-Meseritzu, koje je bilo važno mjesto zaposlenja Mezeričana. Zbog toga je Johann Leopold Fenrich 1798. bio potvrđen za upravitelja vlastelinstva Meseritz (Schulz zu Meseritz), a zatim mu 1801. kralj Fridrik Vilim III. podjeljuje i nasljedno pravo na titulu (Erbschulze ili Erbschultheiß).
Članovi obitelji zadržali su to pravo do uspostave Weimarske Republike 1919. kada su nasljedne titule službeno ukinute. Dio je obitelji trajno preselio u Slobodni Grad Danzig u nadi da će sačuvati svoje povlastice, a dio je obitelji iselio u Ameriku.

## Prisutnost u Slavoniji
Razlog za dolazak Fenrichovih u Slavoniju bila je tada bukteća industrijalizacija i pomama za eksploatacijom slavonskoga hrasta – poslovna prilika koja je u Slavoniju privukla monoge strance onoga vremena (Pfeiffer, Rosenberg, Gutmann, Leimdörfer, Jäger), a koja se sastojala od zakupljivanja šume u vlasništvu lokalne vlastele, Pejačevića i Normann-Ehrenfellsa, a zatim ili obradom ili daljnjim trgovanjem hrastovom građom. Ne postoje dokazi da su Fenrichovi u početku zaista bili fizički prisutni u Slavoniji u Đurđenovcu; tek 1890-ih se pojavljuju prvi rođeni pod tim prezimenom u tadašnjem naselju Sušine-Đurđenovac, što je siguran znak da se u međuvremenu dio obitelji nastanio u Đurđenovac. Jedan od prvih članova obitelji za kojega znamo da je boravio u Đurđenovcu (premda je rođen u Mađarskoj, u Hosszúperesztegu) bio je Josef Fenrich de Gjurgjenovac (1891. – 1970.), sin Johanna Petera i Marije (rođ. Békeffy).

Usprkos prisustvu na hrvatskom tlu, obitelj se ne može smatrati hrvatskim plemstvom jer im status nikada nije bio potvrđen od strane Hrvatskoga sabora, premda je prusko plemstvo potvrđeno grbovnicom iz 1913. po hrvatsko-ugarskom kralju Franji Josipu I.

## Poznati članovi
- Heinz Fenrich, njemački političar iz redova Kršćanske demokratske unije (CDU), od 1998. do 2013. gradonačelnik Karslruhea, nositelj odličja Velikog križa Njemačke
- Anton Fenrich (1868.-1949.), njemački državnik, mislioc i pisac iz vremena Weimerske Republike
- Andrew Fenrich (1914.-1992.), američki političar (Demokratska stranka), zastupnik u Pennsylvanijskom parlamentu
- Mary Fenrich-Hulman (1905.-1998.), filantropkinja i poduzetnica (Indianapolis Motor Speedway)

## Zanimljivosti
Crvena vila (kuća Fenrich-Kremer), u Đurđenovcu, izgrađena 1883., jedan je od najranijih primjera njemačkog ekspresionizma na području Hrvatske.

## Vanjske poveznice
- Obiteljsko stablo Fenrich-Chrone (wikitree.com)
- Geneanet Coats of Arms  Arhivirana inačica izvorne stranice od 12. ožujka 2017. (Wayback Machine), blazoni i prikazi grbova (geneanet.org)
- Obitelj Ferich (familypedia.com)
- Wikizvor - H. Ostrognay: "Historia originis gentium patriciarum Fenrich et Michalovicz et Rosenberg", Pars prima (latinski)